# No Remorse (chanson)
Pour les articles homonymes, voir No Remorse.
Pistes de Kill 'Em All
Phantom Lord Seek and Destroy
No Remorse est la 8e piste du 1er album du groupe Metallica Kill 'Em All sorti en juillet 1983 et dure 6 min 26. La chanson est la chanson anti-guerre de l'album, elle est très rythmée et rapide.
La chanson contient une variété de changements de tempo et de riffs de guitare. Elle est populaire dans les cercles de jeu pour avoir été l'inspiration derrière la première chanson du jeu Doom.
La chanson parle de ne ressentir aucun regret ni aucun remords pendant un combat à la guerre. No Remorse explique aussi que ne pas aider ceux qui sont dans le besoin est aussi bon que les tuer (« like a loaded gun right at your face »). C'est également une façon qu'utilise James Hetfield d'utiliser un langage guerrier  pour démontrer la futilité des actions militaires.
Ce morceau a été joué la première fois en concert le 4 août 1982 à West Hollywood. Durant les concerts du groupe à l'été 2008, No Remorse a fait partie de la setlist du groupe.

## Reprises
Le groupe de death metal Cannibal Corpse a repris cette chanson sur leur album Gore Obsessed sorti en 2002. Ainsi que Diamond Head groupe de heavy metal sur leur album Lightning To The Nations 2020 sorti en 2020.

## Controverse
Cette chanson a fait l'objet d'une controverses aux États-Unis car elle était chantée par un criminel pendant ses meurtres et qu'il l'a chanté encore alors que le tribunal lui rendait son verdict

## Crédits
- James Hetfield: Voix et guitare rythmique.
- Kirk Hammett: Guitare.
- Cliff Burton: Basse.
- Lars Ulrich: Batterie et percussions.